# La valle dei lunghi coltelli
La valle dei lunghi coltelli (Winnetou - 1. Teil) è un film western del 1963, diretto da Harald Reinl. Ispirato ad un romanzo dello scrittore tedesco Karl May, è il secondo film della saga di Old Shatterhand e Winnetou dopo Il tesoro del lago d'argento (1962). Secondo la cronologia interna della saga però questo film è antecedente, trovando Winnetou che ancora non è capo degli Apache e non conosce Old Shatterhand.

## Trama
Nel Far West, a metà del XIX sec., la costruzione di una nuova linea ferroviaria acuisce fortemente la tensione tra i coloni americani e i nativi. Winnetou, il figlio del capo degli indiani Apache, osserva con preoccupazione che, in contrasto a precedenti accordi con gli statunitensi, i progetti della ferrovia prevedono l'attraversamento abusivo del territorio indiano. Il responsabile è Frederick Santer, socio del capo della compagnia, che sa di un giacimento d'oro nascosto da qualche parte nel territorio apache e spera di metterci su le mani.
Intanto Old Shatterhand, un avventuriero tedesco che lavora a sua volta per la compagnia ferroviaria, e i suoi amici Sam Hawkens, Dick Stone e Will Parker scortano un convoglio di rifornimenti, dovendolo difendere da un attacco degli indiani Kiowa. Questi sono in combutta con Santer, che vuole favorire una tribù nemica degli Apache e al contempo infiammare la rabbia dei coloni contro tutti gli indiani. Old Shatterhand, raggiunta la postazione della compagnia ferroviaria, indaga sui piani dei suoi capi e preme perché gli accordi con gli indiani vengano rispettati e si eviti lo scoppio di una guerra. Si giunge ad un incontro tra Old Shatterhand, in rappresentanza della compagnia ferroviaria, e Winnetou, ma Santer irrompe sulla scena e arresta l'indiano, consegnandolo poi ai Kiowa perché lo uccidano secondo i loro usi. Old Shatterhand riesce a liberare Winnetou di notte, per poi tornare di corsa a Roswell e fare i conti con Santer. Il contrasto degenera in una feroce sparatoria tra gli uomini di Santer e gli amici di Old Shatterhand, che alla fine hanno la meglio deragliando una locomotiva addosso al saloon dove i nemici si erano asserragliati. Ma Santer riesce a fuggire. Subito dopo la città viene assalita dagli Apache e Old Shatterhand, gravemente ferito, viene catturato con i suoi amici.
Al villaggio apache Old Shatterhand viene accudito da Nscho-tschi, la sorella minore di Winnetou, in attesa di essere suppliziato. Winnetou infatti non aveva visto chiaramente che era stato Old Shatterhand a salvarlo dalla prigionia dei Kiowa. Per metterlo alla prova, il capo degli Apache, padre di Winnetou, impone al tedesco una gara in canoa e un duello con il tomahawk come ordalia. Old Shatterhand vince, ma risparmia la vita al capo indiano. Winnetou, riconosciutolo come suo salvatore, gli offre di diventare suo fratello di sangue. Frattanto Nscho-tschi si è innamorata di Old Shatterhand e vorrebbe sposarlo. Come dono di nozze, il capo apache conduce lei e il fidanzato al giacimento d'oro della tribù, ma ivi i tre vengono sorpresi da Santer e i suoi uomini, che uccidono sia il padre che la figlia, lasciando indietro Old Shatterhand a piangere su di lei. Winnetou e i suoi guerrieri sopraggiungono subito dopo ed eliminano i banditi. Il film si chiude con Winnetou nominato nuovo capo degli Apache.